# روجر فلورس
روجر فلورس (اسپانیایی: Róger Flores‎؛ زادهٔ ۲۶ مهٔ ۱۹۵۹) بازیکن و مربی فوتبال اهل کاستاریکا بود.
از باشگاه‌هایی که در آن بازی کرده‌است می‌توان به باشگاه فوتبال دپورتیوو ساپریسا و باشگاه فوتبال لیگا دپورتیوا آلاخولنسه اشاره کرد.
وی همچنین در تیم ملی فوتبال کاستاریکا بازی کرده‌است.